# はしゃいで○○大放送
はしゃいで○○大放送（はしゃいでまるまるだいほうそう）はラジオたんぱ（現・ラジオNIKKEI ＝ 日経ラジオ社）第1放送の月曜日から金曜日の夕方の時間帯で放送されていたラジオ番組。通称は『はしゃ○』（はしゃまる）。
1985年4月から1987年3月まで放送した。

## 概要
この前番組『日本全国ヤロメロどん!』他“ヤロメロシリーズ”の放送スタイルを引き継ぎ、東京本社の公開放送用スタジオ・第0スタジオから生放送されていた番組。1986年3月は1曜日2部制、1986年4月からは1曜日1番組という構成になっていた。
『たんぱ三人娘』といわれていた三人のうち、大橋照子、斉藤洋美がラジオたんぱの夕方の枠から“卒業”し、小森まなみがこの番組を支える存在の一人となった。『日本全国ヤロメロどん!』からは他に、三ツ矢雄二、水島裕が続投、当初は小森、三ツ矢、水島の3人が午後5時台の2部に出演。そしてこの枠に新たに登場した冨永みーなが1部に、その他1部にはオーディションで新たに選出したパーソナリティが出演していた。
1986年4月からは、毎週土曜日18:30から3時間の枠で、レギュラーパーソナリティ総出演による「はしゃ○サタデースペシャル」が放送された。サタデースペシャルでは「パーソナリティによる野球面白レポート」などの企画が行われていた。
リスナー同士の交流の場として「はしゃ○友の会」が存在し、1986年8月には八ヶ岳へバスツアーに行ったこともあった。
2部制時代のそれぞれのテーマ曲は、1部（16時台）がハワード・ジョーンズの「パール・イン・ザ・シェル」、2部（17時台）がアズテック・カメラの「スティル・オン・ファイアー」。

## 放送時間
- 1985年4月 - 1986年3月　毎週月曜日 - 金曜日 16:00 - 17:00（1部）、17:00 - 18:00（2部）
- 1986年4月 - 1987年3月　毎週月曜日 - 金曜日 16:30 - 18:00

「はしゃ○サタデースペシャル」
- 1986年4月 - 1987年3月　毎週土曜日 18:30 - 21:30

## パーソナリティ

### 1985年4月 - 1986年3月
- 月曜日1部：清沢洋恵
- 月曜日2部：三ツ矢雄二
- 火曜日1部：冨永みーな
- 火曜日2部：水島裕
- 水曜日1部：嶋方淳子
- 水曜日2部：小森まなみ
- 木曜日1部：酒井啓子
- 木曜日2部：三ツ矢雄二
- 金曜日1部：後藤睦美、青木小緒里
- 金曜日2部：小森まなみ

### 1986年4月 - 1987年3月
- 月曜日：坂上忍
- 火曜日：水島裕
- 水曜日：冨永みーな
- 木曜日：嶋方淳子
- 金曜日：小森まなみ

## 主なコーナー
清沢洋恵
- お姉さま! おしえて、おしえて

三ツ矢雄二
- はがきでおしりとり
- ラジオ連鎖反応
- したいけどできない

冨永みーな
- 輝け!!宿題大賞

水島裕
- はしゃ○高校授業中

嶋方淳子
- 今週のお初めまして
- わけわからんコーナー
- 涙のパッパラパー
- 淳子の一人芝居

小森まなみ
- お便りコーナー
- マンガの感想
- 物品争奪ゲーム
- ハーフタイムブレイク

酒井啓子
- ○○さんに贈るこの本

後藤睦美・青木小緒里
- 一歩踏み出て明るい世界

坂上忍
- ヤクルトを優勝させる会

## 番組出来事
- 『ヤロウどもメロウどもOh!』時代の1981年と1982年に日本のプロ野球を巻き込んだ“賭け事”が行われていた（ヤロウどもメロウどもOh!#番組出来事を参照）が、この番組でも同様の出来事が有った。1985年、小森まなみが『阪神が優勝できなければ、リスナーを無料でサンフランシスコへ（大橋）照子さんに会いに行くツアーに招待する』というような事を発言。結局この年のセ・リーグは阪神の優勝となって1981年、1982年当時とは逆の結果となりこの公約は無しとなった。しかしその後スタッフ側から『野球賭博のような行為は今後一切自粛するように』という旨のお達しが出たため、この後同様の行為は行われていないようである[3]。